# I Music Count Down
『i Music Count Down』（アイ ミュージック カウントダウン）は、中国・四国地方の放送局で放送されたあいテレビ（TBS系列）製作の音楽番組である。岡山県・香川県では山陽放送（TBS系列）と岡山放送（フジテレビ系列）で、徳島県では四国放送（日本テレビ系列）で、高知県では高知さんさんテレビ（フジテレビ系列）で放送された。放送時間はネット局によりまちまちだった。
| スタブアイコン | サブスタブ | この項目は、まだ閲覧者の調べものの参照としては役立たない、テレビ番組に関連した書きかけの項目です。この項目を加筆・訂正などしてくださる協力者を求めています（P:テレビ/PJ:放送または配信の番組）。 |